# Adam Wolfram
Adam Wolfram (* 17. Februar 1902 in Dietlas; † 7. Dezember 1998) war ein deutscher Gewerkschafter und Politiker. Er war von 1946 bis 1950 Abgeordneter und von 1948 bis 1950 Präsident des Landtags von Sachsen-Anhalt. Er floh 1951 in die Bundesrepublik Deutschland.

## Leben
Wolfram besuchte die Volksschule, die Volkshochschule, die Volkswirtschaftsschule und weitere Fachschulen, wurde Bergmann und ging auf Wanderschaft durch Deutschland, die Tschechoslowakei, Jugoslawien und Holland. Er war ab 1918 gewerkschaftlich organisiert und ab 1919 Mitglied der SPD. Von 1925 bis 1933 war er als Angestellter des Bergarbeiterverbandes im mitteldeutschen Bezirk Halle tätig. Während der Zeit des Nationalsozialismus arbeitete er als selbständiger Handelsvertreter. Er leistete illegale Widerstandsarbeit, wurde mehrmals verhaftet und von der Gestapo überwacht. Zu Beginn des Zweiten Weltkriegs im September 1939 wurde er erneut verhaftet und durch die Gestapo bis zum Frühjahr 1940 in Schutzhaft genommen. Ab 1941 musste er Kriegsdienst in der Wehrmacht leisten.
Nach dem Ende des Krieges wurde er 1945 wieder Mitglied der SPD und beteiligte sich am Aufbau des Freien Deutschen Gewerkschaftsbundes (FDGB). Er war von Februar 1946 bis Dezember 1949 Sekretär bzw. 2. Vorsitzender des FDGB-Landesvorstandes Sachsen-Anhalt und von 1946 bis 1950 Mitglied des FDGB-Bundesvorstandes. Er wurde 1946 Mitglied der SED und war von 1946 bis 1950 Mitglied des SED-Landesvorstandes von Sachsen-Anhalt. Im April 1947 rückte er für Robert Siewert als Mitglied der SED-Fraktion in den Landtag von Sachsen-Anhalt nach und am 6. Oktober 1948 wurde er als Nachfolger von Bruno Böttge zum Präsidenten des Landtages gewählt. Von März 1948 bis Oktober 1950 war er Mitglied des 1. Volksrates der SBZ bzw. der Provisorischen Volkskammer der DDR. Nach der Gründung der DDR wurde er am 10. Oktober 1949 in die Provisorische Länderkammer der DDR gewählt. Bei der Umwandlung des „Landesvolksausschusses Sachsen-Anhalt für Einheit und gerechten Frieden“ in den „Landesausschuss der Nationalen Front“ am 6. Januar 1950 wurde er Präsident bzw. 1. Vorsitzender des Landesausschusses.
Als sich der politische Druck der Kommunisten gegen den „Sozialdemokratismus“ in der DDR auch gegen Wolfram richtete und er im September 1950 aus seinen politischen Ämtern gedrängt wurde, floh er im Juli 1951 in die Bundesrepublik. Er wurde wieder Mitglied der SPD und des DGB. Ab 1952 fungierte er als Sekretär und von Juni 1956 bis November 1965 als Bezirksleiter der IG Bergbau und Energie in Aachen (Nachfolger von Karl van Berk). Nach der friedlichen Revolution in der DDR wirkte Wolfram ab 1990 als Aufbauhelfer und Ehrenvorsitzender des Landesparteirates der SPD Sachsen-Anhalt. Nach ihm wurde der Adam-Wolfram-Preis des SPD-Landesverbandes Sachsen-Anhalt benannt.

## Schriften
- Es hat sich gelohnt. Lebensweg eines Gewerkschafters, Koblenz 1977.
- Bergarbeiter im Widerstand, Informationszentrum Berlin, Gedenk- und Bildungsstätte Stauffenbergstraße, Berlin 1983.